# Métropole Films Distribution
Métropole Films Distribution est une compagnie québécoise de distribution de films fondée à Montréal en 2006.

## Histoire
Fondée par Hussain Amarshi, Métropole Films Distribution se spécialise dans la distribution de longs métrages internationaux et québécois sur le territoire du Québec. Elle a distribué 9 des 12 Palme d'or du Festival de Cannes entre 2007 et 2018.
Depuis sa fondation, elle assure la distribution au Québec des films de Mongrel Media, Sony Pictures Classics et Cohen Media Group. Elle distribue de 50 à 60 films annuellement.
La compagnie est dirigée par Charles Tremblay de 2006 à 2017, puis par Damien Detcheberry depuis 2018,.

## Catalogue

### Films lauréats de la Palme d'Or
- 2007 : Quatre mois, trois semaines, deux jours de Cristian Mungiu
- 2008 : Entre les murs de Laurent Cantet
- 2009 : Le ruban blanc de Michael Haneke
- 2012 : Amour de Michael Haneke
- 2013 : La vie d'Adèle de Abdellatif Kechiche
- 2014 : Sommeil d'hiver de Nuri Bilge Ceylan
- 2015 : Dheepan de Jacques Audiard
- 2016 : Moi, Daniel Blake de Ken Loach
- 2018 : Une affaire de famille de Hirokazu Kore-eda

### Films québécois
- 2009 : Lost Song de Rodrigue Jean
- 2009 : Nuages sur la ville de Simon Galiero
- 2010 : Les signes vitaux de Sophie Deraspe
- 2010 : Curling de Denis Côté
- 2011 : The Year Dolly Parton Was My Mom de Tara Johns
- 2011 : Jo pour Jonathan de Maxime Giroux
- 2011 : Pour l'amour de Dieu de Micheline Lanctôt
- 2011 : Marécages de Guy Édoin
- 2012 : Roméo Onze de Ivan Grbovic
- 2012 : Rebelle de Kim Nguyen
- 2012 : Karakara de Claude Gagnon
- 2012 : Après la neige de Paul Barbeau
- 2012 : Avant que mon cœur bascule de Sébastien Rose
- 2013 : Les 4 soldats de Robert Morin
- 2013 : Diego Star de Frédérick Pelletier
- 2014 : Ungava de Robin Aubert
- 2015 : Autrui de Micheline Lanctôt
- 2021 : My Salinger Year de Philippe Falardeau
- 2021 : Beans de Tracey Deer
- 2023 : You Can Live Forever de Sarah Watts et Mark Slutsky
- 2025 : Paul de Denis Côté

### Autre films notables
- 2008 : La graine et le mulet de Abdellatif Kechiche
- 2008 : Persepolis de Marjane Satrapi
- 2010 : Un prophète de Jacques Audiard
- 2011 : Des hommes et des dieux de Xavier Beauvois
- 2011 : Pina de Wim Wenders
- 2011 : Tous les soleils de Philippe Claudel
- 2012 : Une séparation de Asghar Farhadi
- 2012 : De rouille et d'os de Jacques Audiard
- 2013 : Molière à bicyclette
- 2013 : Ernest et Célestine
- 2014 : Whiplash de Damien Chazelle
- 2014 : La grande beauté de Paolo Sorrentino
- 2014 : Foxcatcher de Bennett Miller
- 2015 : Astérix : Le domaine des dieux de Alexandre Astier
- 2015 : It Follows de David Robert Mitchell
- 2015 : Les nouveaux sauvages de Damian Szifron
- 2016 : Le fils de Saul de Laszlo Nemes
- 2017 : Toni Erdmann de Maren Ade
- 2017 : Julieta de Pedro Almodovar
- 2019 : Cold War de Pawel Pawlikowski
- 2019 : Capharnaum de Nadine Labaki
- 2019 : Douleur et gloire de Pedro Almodovar
- 2020 : Drunk de Thomas Vinterberg
- 2021 : Délicieux de Éric Besnard
- 2022 : Mères parallèles de Pedro Almodovar
- 2022 : Décision de partir de Park Chan-wook
- 2023 : La passion de Dodin Bouffant de Trần Anh Hùng
- 2024 : L'apprenti de Ali Abbasi
- 2025 : Je suis toujours là de Walter Salles
- 2025 : La chambre d'à côté de Pedro Almodovar